# Этельмод из Хвикке
Этельмод (англ. Æthelmod), возможно, был королём Хвикке, англосаксонского королевства, занимавшего земли на территории, которая позже стала Глостерширом и Вустерширом. Он, возможно, был сыном Осрика, правившим совместно со своим дядей Осхером. В октябре 680 года Этельмод пожаловал земли настоятельнице Беорнгите, но он не назван королём в хартии S 1167.